# 우편저금·간이생명보험 관리기구
독립행정법인 우편저금·간이생명보험 관리기구(일본어: 独立行政法人郵便貯金·簡易生命保険管理機構)는 일본우정공사가 해산할 때 보유하고 있는 우편저금 계약과 간이생명보험 계약을 이관해 관리하는 것을 업무로 하는 독립행정법인이다. 다만 실무적인 운용과 관리 등의 업무는 주식회사 유초 은행과 주식회사 간포 생명보험에 위탁한다. 통상우편저금은 유초 은행이 직접 담당한다.
민영화를 기점으로 우편저금과 간이보험에 대한 국가의 보증 등이 달라지므로, 각자의 계약을 분할해 별도의 계약 계산으로 관리하도록 고안된 조직이다. 민영화 이후에 조직을 설계했을 때에는 ‘공사계승법인’으로 불렸다. 이것도 당초에는 ‘공사청산법인’이라는 호칭이 사용되었지만, 국철청산사업단의 안좋은 이미지를 연상케한다는 등의 이유로 변경되었다.

## 같이 보기
- 일본의 우정민영화
- 일본우정공사
- 일본우정주식회사
- 주식회사 유초 은행
- 주식회사 간포 생명보험
- 일본 총무성